# Варшавське повстання (фільм)
«Варшавське повстання» (пол. Powstanie Warszawskie) — польський військовий фільм 2014 року про Варшавське повстання. Фільм повністю змонтований з оригінальних і автентичних кінохронік, знятих під час повстання 1944 року. Кіноматеріал оцифровано, оброблено, кольоризовано та додано звук, таким чином відтворивши історію Варшавського повстання очима двох молодих братів-репортерів, учасників боїв. Прем'єра відбулася 9 травня 2014 року.

## Створення
Кінохроніку повстання знімало Бюро інформації та пропаганди Армії Крайової, щоб зберегти кадри історичних подій для майбутніх поколінь.
6 годин оригінальної хроніки, яка збереглася, піддано обробці й розташовано за хронологією.
Реставратори дослідили та забрали пил і дефекти з плівки, а повну цифрову реконструкцію, а також кольоризацію та корекцію кольору здійснила студія «Orka» (Польща). Важливо було усунути тремтіння образів у кадрі, пульсування образів і недосконалість експозиції плівки. Наступним кроком стало розмальовування кінофільму. З цією метою було створено довідкову базу даних з кількох тисяч фотографій тодішнього одягу, зброї, будівель, вітрин, вказівників, типів доріг, бруківки і т. п. Для консультацій запрошено дослідників історії Варшави, спеціалістів у галузі архітектури та урбаністики, істориків зброї та працівників Музею Варшавського повстання. Під час розмальовування у відповідний колір іноді доводилося вгадувати потрібну барву через поганий стан плівки (можливо, її проявляли поспіхом чи зберігали в невідповідних умовах).
Музей Варшавського повстання також вирішив, що фільм повинен бути зі звуком. Для керівництва цим процесом запрошено звукорежисера Бартоша Путкевича. Важливо було правильно передати навколишні постріли та вибухи, а також прочитати за губами те, що говорять герої — в цьому допомагали фахівці-кримінологи.

## Критика
Після прем'єри з'явилися зауваження, що фільм просто передає перебіг подій, сюжет розповіді надто повільний і нецікавий для молоді.

## Галерея

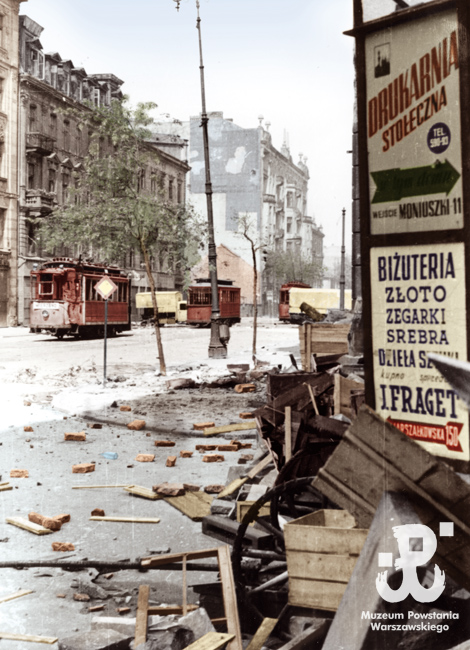
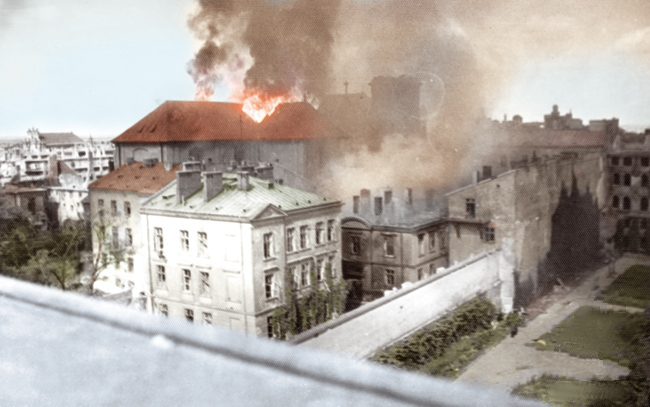
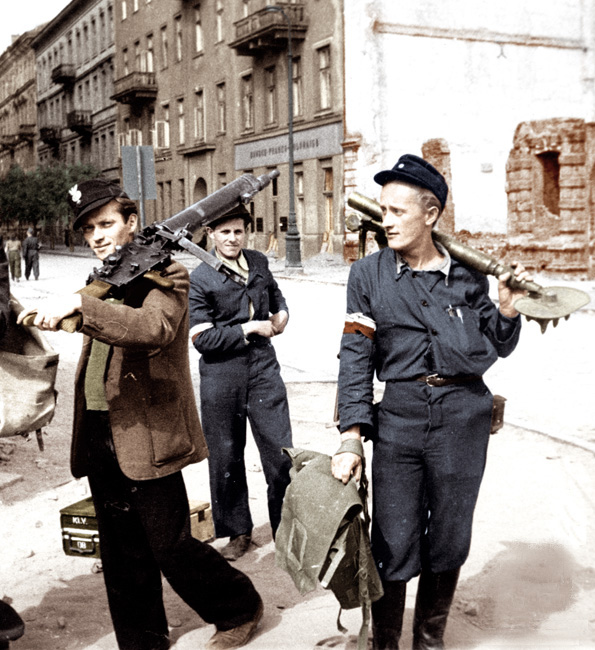

Кадри з фільму: